# Хатт (река)
Хатт (англ. Hutt, маори Awakairangi) — река в Новой Зеландии, течёт на юго-запад по южной части Северного острова.
Площадь водосборного бассейна — 655 км².
Верховье реки находится под охраной в региональном парке Кайтоке, отсюда забирается питьевая вода для значительной части Веллингтонского региона. Ниже по течению река активно используется для рафтинга. Далее с востока присоединяется приток Мангароа, а с запада — Акатарава. После того, как река огибает город Аппер-Хатт, в неё с запада вливается ещё одна река Уакатики. Далее течение практически выравнивается, внизу располагается город Лоуэр-Хатт. Оба города защищены дамбами от затопления при половодье.
В реке в обилии водится кумжа.

## Название
Река получила название в честь сэра Уильяма Хатта, главы колонизаторской компании New Zealand Company. На языке маори река изначально называлась Te Awakairangi (самый значимый водоток), позже разные племена называли реку Te Wai o Orutu, Heretaunga.

## Мосты (вниз по течению)
- Двухполосный дорожный мост Акатарава
- Пешеходный мост между парками Тотара и Харкорт
- Дорожный мост парка Тотара, открыт в 1970 году
- Мост Муншайн, вдоль которого проходит государственная автомагистраль SH 2, открыт в 1987 году
- Дорожный мост Сильверстрим состоит из двух полос, объёмного водопровода
- Железнодорожный мост Сильверстрим состоит из двух путей, открыт в 1954 году
- Железнодорожный мост Помаре продолжает ту же линию, также открыт в 1954 году
- Мост Кеннеди-Гуд, двухполосный мост открыт в 1979 году, назван в честь тогдашнего мэра Лоуэр-Хатта
- Мост Меллинг, трёхполосный мост открыт в 1957 году, в 200 метрах вверх по течению находится однополосный подвесной мост 1909 года
- Мост Юэн состоит из четырёх полос, открыт в 1996 году, недалеко от него есть мосты 1844, 1847, 1856, 1872, 1904 и 1929 годов
- Железнодорожный мост состоит из двух путей и пешеходной дорожки, открыт в 1927 году
- Мост Эстуари состоит из двух полос, открыт в 1954 году